# 5075 Goryachev
5075 Goryachev eller 1969 TN4 är en asteroid i huvudbältet som upptäcktes den 13 oktober 1969 av den rysk- sovjetiska astronomen Bella Burnasjeva vid Krims astrofysiska observatorium på Krim. Den är uppkallad efter astronomiprofessorn vid universitetet i Tomsk Nikolaj Gorjatjev (1883–1940).
Asteroiden har en diameter på ungefär fyra kilometer och den tillhör asteroidgruppen Nysa.